# 中堡苗族乡
中堡苗族乡是中华人民共和国广西壮族自治区河池市南丹县下辖的一个民族乡。

## 行政区划
中堡苗族乡下辖以下村级行政区划单位：
中堡社区、九立村、懂托村、拉纳村、大水井村和东井村。